# Quantizzazione del campo elettromagnetico
In fisica, la quantizzazione del campo elettromagnetico è la descrizione del campo elettromagnetico, responsabile delle onde elettromagnetiche, nel formalismo della meccanica quantistica. La trattazione è, sotto alcuni aspetti, simile a quella dell'oscillatore armonico, anche se più complicata data la maggiore complessità delle equazioni che descrivono il campo.

## Equazioni di Maxwell per il campo elettromagnetico
Le equazioni di Maxwell permettono di trovare il campo elettromagnetico in ogni punto dello spazio, note le sorgenti:
{\displaystyle \nabla \cdot \mathbf {E} (\mathbf {r} ,t)={\frac {1}{\varepsilon _{0}}}\rho (\mathbf {r} ,t)}
{\displaystyle \nabla \cdot \mathbf {B} (\mathbf {r} ,t)=0}
{\displaystyle \nabla \times \mathbf {E} (\mathbf {r} ,t)=-{\frac {\partial }{\partial t}}\mathbf {B} (\mathbf {r} ,t)}
{\displaystyle \nabla \times \mathbf {B} (\mathbf {r} ,t)={\frac {1}{c^{2}}}{\frac {\partial }{\partial t}}\mathbf {E} (\mathbf {r} ,t)+{\frac {1}{\varepsilon _{0}c^{2}}}\mathbf {j} (\mathbf {r} ,t)}
Da queste equazioni segue che esiste un potenziale vettore {\displaystyle \mathbf {A} (\mathbf {r} ,t)} ed un potenziale scalare {\displaystyle V(\mathbf {r} ,t)} tali che:
{\displaystyle \mathbf {B} (\mathbf {r} ,t)=\nabla \times \mathbf {A} (\mathbf {r} ,t)}
{\displaystyle \mathbf {E} (\mathbf {r} ,t)=-{\frac {\partial }{\partial t}}\mathbf {A} (\mathbf {r} ,t)-\nabla V(\mathbf {r} ,t)}

## Alcune proprietà della trasformata di Fourier
Prima di effettuare la quantizzazione del campo è opportuno passare nello spazio reciproco tramite l'applicazione della trasformata di Fourier alle equazioni di Maxwell.
A tal scopo elenco qui alcune proprietà della trasformata rispetto agli operatori differenziali, che seguono direttamente dalla definizione di trasformata di Fourier.
Sia {\displaystyle {\mathcal {F}}_{n}} la trasformata di una funzione {\displaystyle F} scalare, allora:
{\displaystyle \nabla F\leftrightarrow i\mathbf {k} _{n}{\mathcal {F}}_{n}}
Se {\displaystyle \mathbf {F} } è una funzione vettoriale si ha:
{\displaystyle \nabla \cdot \mathbf {F} \leftrightarrow i\mathbf {k} _{n}\cdot {\mathcal {F}}_{n}}
{\displaystyle \nabla \times \mathbf {F} \leftrightarrow i\mathbf {k} _{n}\times {\mathcal {F}}_{n}}
Vale la pena di ricordare che se {\displaystyle \mathbf {F} } è un vettore allora anche {\displaystyle {\mathcal {F}}_{n}} lo sarà: le componenti del vettore sono quindi le trasformate delle rispettive componenti del vettore {\displaystyle \mathbf {F} }, per cui il prodotto scalare ed il prodotto vettoriale tra {\displaystyle \mathbf {k} _{n}} e {\displaystyle {\mathcal {F}}_{n}} sono definiti.

## Equazioni di Maxwell nello spazio reciproco
Il motivo dell'uso della trasformata di Fourier nel processo di quantizzazione del campo elettromagnetico risiede nel fatto che gli operatori vettoriali (divergenza e rotore) vengono trasformati da operatori differenziali ad operatori algebrici, molto più facili da maneggiare.
Le equazioni nello spazio reciproco, ricordando le proprietà del paragrafo precedente sono, quindi:
{\displaystyle i\mathbf {k} _{n}\cdot {\mathcal {E}}_{n}={\frac {1}{\varepsilon _{0}}}\rho _{n}}
{\displaystyle \mathbf {k} _{n}\cdot {\mathcal {B}}_{n}=0}
{\displaystyle i\mathbf {k} _{n}\times {\mathcal {E}}_{n}=-{\frac {\partial }{\partial t}}{\mathcal {B}}_{n}}
{\displaystyle i\mathbf {k} _{n}\times {\mathcal {B}}_{n}={\frac {1}{c^{2}}}{\frac {\partial }{\partial t}}{\mathcal {E}}_{n}+{\frac {1}{\varepsilon _{0}c^{2}}}j_{n}}
Si possono commentare alcune conseguenze, prima di passare alla vera e propria quantizzazione.
Innanzitutto dalla seconda equazione segue che {\displaystyle {\mathcal {B}}_{n}} è ortogonale a {\displaystyle \mathbf {k} _{n}}, è quindi utile eseguire la scomposizione di {\displaystyle {\mathcal {E}}_{n}} in una componente normale ed una parallela (a {\displaystyle \mathbf {k} _{n}}).
Dalla prima equazione si vede che la componente parallela di {\displaystyle {\mathcal {E}}_{n}} è legata alla densità di carica, quindi al campo creato istantaneamente dalle cariche al punto {\displaystyle \mathbf {r} }.
Dalla terza equazione si vede che la componente normale di {\displaystyle {\mathcal {E}}_{n}} è legata alla componente normale di {\displaystyle {\mathcal {B}}_{n}}, inoltre dalla quarta equazione si ottiene che:
{\displaystyle {\frac {\partial }{\partial t}}{\mathcal {E}}_{n\bot }=ic^{2}\mathbf {k} _{n}\times {\mathcal {B}}_{n\bot }-{\frac {1}{\varepsilon _{0}}}j_{n\bot }}
Introducendo anche la trasformata del potenziale vettore si ha:
{\displaystyle {\mathcal {B}}_{n\bot }=i\mathbf {k} _{n}\times {\mathcal {A}}_{n\bot }}
e dalla terza equazione si ottiene subito che:
{\displaystyle {\mathcal {E}}_{n\bot }=-{\frac {\partial }{\partial t}}{\mathcal {A}}_{n\bot }}

## Quantizzazione del campo elettromagnetico
Per poter effettuare la quantizzazione bisogna conoscere l'espressione della Hamiltoniana di un sistema.
Per il campo elettromagnetico classico essa vale:
{\displaystyle H={\frac {\varepsilon _{0}}{2}}\int \left[|\mathbf {E} (\mathbf {r} ,t)|^{2}+|c\mathbf {B} (\mathbf {r} ,t)|^{2}\right]d^{3}\mathbf {r} }
e, passando allo spazio reciproco:
{\displaystyle H={\frac {\varepsilon _{0}}{2L^{3}}}\sum _{n}\left[|{\mathcal {E}}_{n}(t)|^{2}+|c{\mathcal {B}}_{n}(t)|^{2}\right]}
In particolare, come nel caso classico, si può separare l'hamiltoniana in una parte normale ed una parallela, in particolare la parte normale, vale:
{\displaystyle H_{\perp }={\frac {\varepsilon _{0}}{2L^{3}}}\sum _{n}\left[|{\mathcal {E}}_{\perp n}(t)|^{2}+|c{\mathcal {B}}_{\perp n}(t)|^{2}\right]}
Considerando la relazione tra frequenza e vettore d'onda:
{\displaystyle \omega _{n}=c|\mathbf {k} _{n}|}
e la relazione tra {\displaystyle {\mathcal {B}}_{n}} ed {\displaystyle {\mathcal {A}}_{n}} l'hamiltoniana può essere scritta anche nel seguente modo:
{\displaystyle H_{\perp }={\frac {\varepsilon _{0}}{2L^{3}}}\sum _{n}\left[|{\mathcal {E}}_{\perp n}(t)|^{2}+|\omega _{n}{\mathcal {A}}_{\perp n}(t)|^{2}\right]}
Questa hamiltoniana può essere paragonata a quella dell'oscillatore armonico e si identifica in essa se identifichiamo i seguenti termini:
{\displaystyle {\mbox{pulsazione}}\to \omega _{n}}
{\displaystyle {\mbox{massa}}\ m\to {\frac {\varepsilon _{0}}{L^{3}}}}
{\displaystyle {\mbox{posizione}}\ {\hat {x}}\to {\hat {\mathcal {A}}}_{\perp n}}
{\displaystyle {\mbox{impulso}}\ {\hat {p}}\to -{\frac {\varepsilon _{0}}{L^{3}}}{\hat {\mathcal {E}}}_{\perp n}}
Analogamente possono essere introdotti i due operatori {\displaystyle a} ed {\displaystyle a^{+}} definiti nel seguente modo:
{\displaystyle a={\sqrt {\frac {\varepsilon _{0}}{2\hslash \omega _{n}L^{3}}}}\left[\omega _{n}{\hat {\mathcal {A}}}_{\perp n}+i{\hat {\mathcal {E}}}_{\perp n}\right]}
{\displaystyle a^{+}={\sqrt {\frac {\varepsilon _{0}}{2\hslash \omega _{n}L^{3}}}}\left[\omega _{n}{\hat {\mathcal {A}}}_{\perp n}-i{\hat {\mathcal {E}}}_{\perp n}\right]}
Si noti che in questa sezione i cappelli degli operatori sono stati mantenuti per chiarezza e per evitare confusione con le trasformate dei campi.
Gli operatori {\displaystyle a} ed {\displaystyle a^{+}} operano solo sul modo di oscillazione n e, analogamente al caso dell'oscillatore, si fa l'ipotesi che:
{\displaystyle [a_{n},a_{m}^{+}]=\delta _{mn}}
Si noti la differenza che esiste tra i due casi: nell'oscillatore esiste un solo modo di oscillazione, qui ne esistono n, gli operatori che agiscono su due modi differenti commutano.
L'hamiltoniana del campo elettromagnetico si scrive, quindi:
{\displaystyle H_{\perp \;em}=\sum _{n}\hslash \omega _{n}\left(a^{+}a+{1 \over 2}\right)}
cioè come somma di n oscillatori armonici unidimensionali indipendenti, ognuno oscillante con pulsazione {\displaystyle \omega _{n}}.

### Commenti
Si noti prima di tutto che, poiché nell'hamiltoniana compaiono solo le norme dei vettori {\displaystyle {\mathcal {E}}_{n}} ed {\displaystyle {\mathcal {A}}_{n}}, l'hamiltoniana può comportare dei termini complessi del tipo {\displaystyle e^{i\mathbf {k} _{n}\cdot \mathbf {r} }}, i quali hanno norma unitaria, contrariamente al caso dell'oscillatore che comporta solo variabili reali.
Inoltre l'hamiltoniana quantizzata non dipende esplicitamente dal tempo, per cui l'hamiltoniana del modo di oscillazione n è stazionaria, anche se è destinata a descrivere uno stato oscillante nel tempo, così come gli stati propri dell'operatore sono stazionari nel tempo.
Questo apparente paradosso si risolve con l'introduzione di un apposito stato, detto stato coerente.
Rimane da vedere quale sia l'espressione degli operatori {\displaystyle {\hat {E}}_{\perp },\;{\hat {A}}_{\perp }} e {\displaystyle {\hat {B}}_{\perp }}, in funzione degli operatori dello spazio reciproco.
Qui sorge il problema delle fasi accennato in precedenza: noi disponiamo solo delle norme, per cui non abbiamo alcun mezzo di trovare le fasi.
Si può dimostrare, tuttavia che:
{\displaystyle {\hat {E}}_{n}=i\sum _{n}{\mathcal {F}}_{n}\left(a_{n}e^{i\mathbf {k} _{n}\cdot \mathbf {r} }-a_{n}^{+}e^{-i\mathbf {k} _{n}\cdot \mathbf {r} }\right)\mathbf {\varepsilon } _{n}}
{\displaystyle {\hat {A}}_{n}=\sum _{n}{\frac {{\mathcal {F}}_{n}}{\omega _{n}}}\left(a_{n}e^{i\mathbf {k} _{n}\cdot \mathbf {r} }+a_{n}^{+}e^{-i\mathbf {k} _{n}\cdot \mathbf {r} }\right)\mathbf {\varepsilon } _{n}}
{\displaystyle {\hat {B}}_{n}=i\sum _{n}{\mathcal {F}}_{n}{\frac {\mathbf {k} _{n}\times \mathbf {\varepsilon } _{n}}{\omega _{n}}}\left(a_{n}e^{i\mathbf {k} _{n}\cdot \mathbf {r} }-a_{n}^{+}e^{-i\mathbf {k} _{n}\cdot \mathbf {r} }\right)}
Si noti che gli unici operatori nelle espressioni precedenti sono {\displaystyle a} ed {\displaystyle a^{+}}, la quantità {\displaystyle \mathbf {r} } è una variabile dello spazio reale; il vettore {\displaystyle \mathbf {\varepsilon } _{n}} è il vettore di polarizzazione del campo elettrico e la quantità {\displaystyle {\mathcal {F}}_{n}} è detta campo di oscillazione del vuoto e vale:
{\displaystyle {\mathcal {F}}_{n}={\sqrt {\frac {\hslash \omega _{n}}{2\varepsilon _{0}L^{3}}}}}

## Il fotone
Data la forma della hamiltoniana, restano validi, quindi, tutti i risultati che si sono trovati per l'oscillatore.
In particolare gli stati della hamiltoniana sono del tipo {\displaystyle |w_{1},w_{2},.....\rangle } con {\displaystyle w_{1},\;w_{2},....} interi positivi.
Questi stati vengono ottenuti a partire dallo stato vuoto o fondamentale {\displaystyle |0_{1},\;0_{2},\;...\rangle } tramite l'applicazione dell'operatore di creazione:
{\displaystyle |w_{1},\;w_{2},\;...\rangle ={\frac {(a_{1}^{+})^{w_{1}}(a_{2}^{+})^{w_{2}}\;...}{\sqrt {w_{1}!w_{2}!\;...}}}|0_{1},\;0_{2},\;...\rangle }
Poiché i quanti di energia del campo elettromagnetico vengono chiamati fotoni, allora il numero di occupazione del livello n viene identificato con il numero di fotoni del modo n.
Si noti che, dato che non esiste alcun limite alla popolazione dei modi, queste particelle devono essere dei bosoni.
L'energia dello stato generico è data da:
{\displaystyle E=\sum _{n}\left(w_{n}+{\frac {1}{2}}\right)\hslash \omega _{n}}
La quale può essere vista come somma di due componenti:
{\displaystyle E_{fotone}=\sum _{n}w_{n}\hslash \omega _{n}}
{\displaystyle E_{vuoto}={\frac {1}{2}}\sum _{n}\hslash \omega _{n}}
Poiché le frequenze quantizzate, in linea di principio sono infinite ci ritroviamo con un assurdo: avevamo introdotto la quantizzazione delle frequenze del campo proprio per evitare divergenze e troviamo una energia del vuoto che diverge.
Questo paradosso, in effetti solo apparente, viene risolto con la teoria della rinormalizzazione di Feynman.

## Stato coerente
Consideriamo, per semplicità, una cavità che autorizzi un solo modo di oscillazione, lo stato coerente del sistema è definito nel seguente modo:
{\displaystyle |\alpha \rangle =\sum _{m}e^{-{|\alpha |^{2} \over 2}}{\frac {\alpha ^{m}}{\sqrt {m!}}}|m\rangle }
In questo stato si ha una probabilità {\displaystyle p_{m}} di trovare m fotoni nella cavità, data da:
{\displaystyle \langle m|\alpha \rangle =e^{-|\alpha |^{2}}{\frac {|\alpha |^{2m}}{m!}}}
Si riconosce la distribuzione di Poisson: questa dà la probabilità di trovare m fotoni nella cavità, quando si sappia che il loro numero medio è {\displaystyle |\alpha |^{2}}.
Lo stato {\displaystyle |\alpha \rangle } è uno stato a norma unitaria:
{\displaystyle \sum _{m}p_{m}=e^{-|\alpha |^{2}}\sum _{m}{\frac {|\alpha |^{2m}}{m!}}=e^{-|\alpha |^{2}}e^{+|\alpha |^{2}}=1}
L'evoluzione di un tale stato nel tempo è la seguente; supponiamo che lo stato {\displaystyle |\alpha \rangle } definito precedentemente sia lo stato a t=0, al tempo t generico si ha:
{\displaystyle |\alpha (t)\rangle =\sum _{m}e^{-{|\alpha |^{2} \over 2}}{\frac {\alpha ^{m}}{\sqrt {m!}}}e^{-{\frac {iE_{m}t}{\hslash }}}|m\rangle =\sum _{m}e^{-{|\alpha |^{2} \over 2}}{\frac {\alpha ^{m}}{\sqrt {m!}}}e^{-i\omega \left(m+{\frac {1}{2}}\right)t}|m\rangle }
che si può scrivere anche:
{\displaystyle |\alpha (t)\rangle =e^{-{\frac {i\omega t}{2}}}\sum _{n}e^{-{\frac {|\alpha e^{-i\omega t}|^{2}}{2}}}{\frac {\left(\alpha e^{-i\omega t}\right)^{m}}{\sqrt {m!}}}|m\rangle }
Poiché ogni predizione su uno stato fisico è indipendente dalla fase che questo stato può avere, possiamo scrivere che:
{\displaystyle |\alpha (t)\rangle =|\alpha e^{-i\omega t}\rangle }
Cioè lo stato oscilla nel tempo.
Vediamo ancora una proprietà dello stato coerente, prima di calcolare il valore medio del campo elettrico su questo stato.
Si può dimostrare, infatti, che:
{\displaystyle a|\alpha \rangle =\alpha |\alpha \rangle \qquad \langle \alpha |a^{+}=\alpha ^{*}\langle \alpha |}
Si noti che la seconda relazione è la coniugata della prima, per cui dimostriamo solo la prima espressione.
Si ha:
{\displaystyle a|\alpha \rangle =\sum _{m=0}e^{-{\frac {|\alpha |^{2}}{2}}}{\frac {\alpha ^{m}}{\sqrt {m!}}}a|m\rangle =\sum _{m=1}e^{-{\frac {|\alpha |^{2}}{2}}}{\frac {\alpha ^{m}}{\sqrt {(m-1)!}}}|m-1\rangle }
Si noti che la prima somma parte da m=0, mentre la seconda parte da m=1, in quanto l'applicazione dell'operatore {\displaystyle a} allo stato vuoto dà risultato nullo.
Poniamo m-1=n si ottiene: 
{\displaystyle \sum _{n=0}e^{-{\frac {|\alpha |^{2}}{2}}}{\frac {\alpha ^{n+1}}{\sqrt {n!}}}|n\rangle =\alpha |\alpha \rangle }
Il valore medio del campo elettrico sullo stato {\displaystyle |\alpha \rangle } vale:
{\displaystyle i{\mathcal {F}}\langle \alpha |\left(ae^{i\mathbf {k} \cdot \mathbf {r} }-a^{+}e^{-i\mathbf {k} \cdot \mathbf {r} }\right)|\alpha \rangle \mathbf {\varepsilon _{n}} }
ed, usando le proprietà appena dimostrate si ottiene:
{\displaystyle \langle \mathbf {E} _{\perp }\rangle =i{\mathcal {F}}\left(\alpha e^{i\mathbf {k} \cdot \mathbf {r} }-\alpha ^{*}e^{-i\mathbf {k} \cdot \mathbf {r} }\right)\mathbf {\varepsilon _{n}} }
Supponendo {\displaystyle \alpha } reale ed introducendo la dipendenza temporale dello stato {\displaystyle |\alpha \rangle } si ottiene per il valore medio del campo elettrico:
{\displaystyle \mathbf {E} _{\perp }=2{\mathcal {F}}\alpha \sin {\left(\mathbf {k} \cdot \mathbf {r} -\omega t\right)}\mathbf {\varepsilon } _{n}}